# هنری رینهولت
هنری رینهولت (نروژی: Henry Reinholdt; ۱۶ ژانویهٔ ۱۸۹۰ – ۱ فوریهٔ ۱۹۸۰) بازیکن فوتبال اهل نروژ بود.
از باشگاه‌هایی که در آن بازی کرده‌است می‌توان به باشگاه فوتبال اود اشاره کرد.
وی همچنین در تیم ملی فوتبال نروژ بازی کرده‌است.